# 田中伸二
田中 伸二（たなか しんじ、1957年5月13日 - ）は、広島県出身のボートレーサー。

## 来歴
2008年4月20日、宮島競艇場にて開催された第9回 名人戦でG1初優勝する。

## 獲得タイトル
- 2008年 4月20日 第9回 名人戦（宮島競艇場）